# 麥克斯·克普勒
麥克西米里安·克普勒-羅澤茲奇（英語：Maximilian Kepler-Różycki，1993年2月10日—），出生於德國柏林，為美國職棒大聯盟的外野手，目前效力於費城費城人。他先前曾效力於明尼蘇達雙城，並於2015年登上大聯盟。

## 早年
克普勒於德國柏林出生，爸爸是波蘭人，媽媽是美國德州人。兩人都是芭蕾舞者，因此克普勒小時候也有練過芭蕾。他身高192公分，體重98公斤。
6歲時，克普勒開始接觸棒球。雖然7歲時，他收到其他學校給予他打網球的獎學金，但他還是選擇繼續打棒球。2008年，他到雷根斯堡打球，當時他的球技已經超越了其他同齡球員的水平。

## 職業生涯

### 明尼蘇達雙城
早在2007年，當時雙城隊的球探Andy Johnson早已在年僅14歲的克普勒身上看到了他的天賦。2009年，16歲的克普勒以80萬美元加入雙城隊體系，成為隊史第一位歐洲球員。
2015年9月27日，克普勒登上大聯盟。他在10月4日擊出大聯盟首安。
2016年開季，克普勒被下放至3A。不過他只打了2場比賽就被召回大聯盟，取代受傷的Danny Santana。15天後，他再度被下放。6月1日，因為Miguel Sanó受傷，克普勒再度站上大聯盟。6月12日，他擊出大聯盟首轟，是一支再見全壘打。8月1日，他單場擊出3支全壘打，隊史繼Bob Allison、哈蒙·基勒布魯、Tony Oliva和賈斯汀·摩爾諾後，第五位達成此成就的球員，同時也是大聯盟史上首位達成此成就的歐洲出生球員。2016年8月8日，他與隊友喬·莫爾一同獲選為美聯單週最佳球員。
2017年，他出賽147場，打擊率2成43，19轟69分打點。2018年，他出賽156場，打擊率2成24，20轟58分打點。

## 外部連結
- 球員資訊和成績在MLB ，ESPN ，Retrosheet ，Baseball Reference ，Baseball Reference (Minors) ，Fangraphs ，The Baseball Cube （英文）
- 台灣棒球維基館：麥克斯·克普勒（页面存档备份，存于）（繁體中文）